# Stichting Medische Ethiek
De Stichting Medische Ethiek is een Nederlandse stichting die in 1993 werd opgericht. Ze bestudeert de ethische grondslagen van het medisch handelen vanuit een rooms-katholiek perspectief en publiceert de resultaten. In juli 2014 is de naam veranderd in Katholieke Stichting Medische Ethiek. 
Wim Eijk, de latere kardinaal, was een van de stichtende leden en tot juni 2014 voorzitter van de stichting. Hij is in die functie opgevolgd door Lambert Hendriks, docent moraaltheologie aan het grootseminarie Rolduc.

## Publicaties
- Wat is menswaardige gezondheidszorg ?, 1993
- Handvest van de werkers in de gezondheidszorg, 1995
- Doodscultuur in ontwikkeling, 1995
- Gewetensvolle gezondheidszorg, 1995
- Medewerking verantwoord ?, 1996
- Het embryo - iets of iemand ?
- Psychiatrie, ethiek en christelijke spiritualiteit, 1997
- Hoe komt het dat ethici verschillend denken, 2000
- Emotie en ethiek, 2002
- Economisering en vertechnisering van de gezondheidszorg, 2006
- Kwaliteit van Leven in Christelijk Perspectief, 2007
- Handboek Katholieke Medische Ethiek, 2010
- Manual of Catholic Medical Ethics, 2014